# Basebolondok
A Basebolondok (eredeti cím: BASEketball) 1998-ben bemutatott amerikai sport-filmvígjáték, melynek rendezője és egyik forgatókönyvírója David Zucker. A főbb szerepekben Trey Parker és Matt Stone látható. A film a sport és az üzleti világ egyre szorosabbá váló kapcsolatát kritizálja.

## Cselekmény
Doug Remer és Joe Cooper két sportszerető fiatalember, akiket aggaszt a sport szellemének eltűnése. Kitalálnak egy új sportágat, mely a baseball szabályain alapszik, és gyakorlatban a kosárlabdát követi. Ez az új sport hamar népszerű lesz, majd a multimilliomos Ted Denslow segítségével megalakul egy profi bajnoki liga. 
Denslow hirtelen halálával a bajnokság kizárólagos tulajdonosa Cooper lesz. A hagyaték feltétele azonban az, hogy Joeynak és csapatának meg kell nyerni a bajnokságot – vereségük esetén annak teljes irányítása a konkurens csapat tulajdonosára, Baxter Cainre száll. Cain elképzelései teljesen mások, mint Dougé vagy Cooperé, szeretne szponzorokat bevonni a ligába, és jól fizetett játékosokkal feltölteni azt.

## Szereplők
| Szereplő          | Színész             | Magyar hang    |
| ----------------- | ------------------- | -------------- |
| Joe Cooper        | Trey Parker         | Megyeri János  |
| Doug Remer        | Matt Stone          | Kerekes József |
| Kenny Scolari     | Dian Bachar         | Molnár Levente |
| Jenna Reed        | Yasmine Bleeth      | Szórádi Erika  |
| Yvette Denslow    | Jenny McCarthy      | Papp Ági       |
| Baxter Cain       | Robert Vaughn       | Izsóf Vilmos   |
| Ted Denslow       | Ernest Borgnine     | Gruber Hugó    |
| Joey Thomas       | Trevor Einhorn      | Bíró Attila    |
| önmaga            | Bob Costas          | Németh Gábor   |
| önmaga            | Al Michaels         | Horányi László |
| önmaga            | Robert Stack        | Áron László    |
| önmaga            | Reggie Jackson      |                |
| önmaga            | Tim McCarver        | Imre István    |
| önmaga            | Kareem Abdul-Jabbar | nem szólal meg |
| Szarosseggű Steve | Stanley G. Sawicki  | Vári Attila    |